# Studenec, Postojna
Studenec je naselje v Občini Postojna.